# Лоретело (Анкона)
Лоретело је насеље у Италији у округу Анкона, региону Марке.
Према процени из 2011. у насељу је живело 55 становника. Насеље се налази на надморској висини од 302 м.